# Kessels Museum
Kessels Museum, tot 2012 Muzima geheten, is een muziekinstrumenten(maker)museum in de Noord-Brabantse stad Tilburg. 
Het museum is vernoemd naar de voormalige muziekinstrumentenfabriek van Mathieu Kessels, opgericht rond 1890. Kessels begon met een drukkerij van bladmuziek en breidde zijn bedrijf uit met de productie van allerlei muziekinstrumenten. De afnemers waren vooral particuliere en militaire muziekgezelschappen in binnen- en buitenland. De fabriek had op zijn hoogtepunt 450 werknemers en bouwde in zijn bestaan meer dan een half miljoen muziekinstrumenten. De fabriek bestond tot 1956, toen ze haar laatste deuren sloot in de Tilburgse Spoorzone.
De collectie werd in 1939 door een werknemer van de fabriek, Jan Passier, verzameld. Tot de instrumenten die door Kessels werden geproduceerd en ook in het museum te zien zijn, behoren instrumenten voor hout- en koperblazers, harmoniums, en allerlei snaarinstrumenten, zoals strijkers, tokkelinstrumenten, piano's en pianola's. 
Het museum is in 2022 verhuisd naar het gebouw van de Koninklijke Harmonie aan de Stationsstraat (Huis van de Muziek). In het museum komen thema's aan de orde variërend van fanfares en vaandels tot bladmuziek. Uiteraard wordt ingegaan op de muziekinstrumentenbouw, waarover het museum ook didactisch materiaal heeft vervaardigd. Er is een kidsmuzieklab en een operationeel restauratieatelier. 